# Ça vous regarde (émission de télévision, 2009)
Ne doit pas être confondu avec Ça vous regarde (émission de télévision, 1991).
Ça vous regarde est une émission politique quotidienne et interactive présentée par Clément Méric sur LCP - Assemblée nationale, de 19h30 à 20h30. L'émission est également rediffusée à 23h30.
Selon Le Monde, Ca vous regarde fait partie des « grands rendez-vous d'information » de la chaîne parlementaire LCP-AN comme les sessions parlementaires de l'après-midi et l'émission Politique matin.
Sa diffusion sous sa forme ancienne a pris fin le 13 juillet 2018 juste avant le départ , de son présentateur, Arnaud Ardoin, de la chaîne.
Une nouvelle formule de l'émission a débuté le 25 septembre 2018, animée par Myriam Encaoua, elle est remplacée ponctuellement par Ahmed Tazir et Clément Méric. Depuis le 12 mai 2025, l'émission est présentée par Clément Méric.

## Concept
En présence de députés, d’experts, de personnalités mais aussi de citoyens, ce magazine consacré à la vie parlementaire et politique développe chaque soir un thème au cœur de l’actualité.
Entre analyses, débats, reportages et témoignages de citoyens en direct, l'émission propose une autre façon de présenter et d’aborder l’actualité. Ça vous regarde favorise l’information à double sens en renvoyant les préoccupations, les questionnements des sentinelles citoyennes à celles des parlementaires.